# Австралийско-американские отношения
Австралийско-американские отношения — двусторонние отношения между США и Австралией. Дипломатические отношения между странами были установлены в 1940 году.

## История
Соединенные Штаты установили дипломатические отношения с Австралией в 1940 году, после признания Великобританией внутренней и внешней автономии Австралии в рамках Британской империи. 
Между государствами дружеские отношения. Сходства в культуре и историческом прошлом, демократические ценности, общие интересы и схожие взгляды на большинство основных международных вопросов делают эти две страны братскими. Связи между странами: коммерческие, культурные, политические и в военно-техническом плане. Австралийские войска воевали рядом с американцами во всех крупных конфликтах со времен Второй мировой войны.
Первый визит президента США в Австралию состоялся 20 октября 1966. Линдон Джонсон встретился с генерал-губернатором Ричардом Кейси и премьер-министром Гарольдом Холтом. Визит был направлен на укрепление отношений между двумя странами, а также был связан с необходимостью поиска союзников США в войне с Вьетнамом.
23 апреля 2017 года Власти КНДР пригрозили нанести ядерный удар по Австралии, если та продолжит «слепо следовать» политике США, сообщает в воскресенье The Guardian, ссылаясь на Центральное телеграфное агентство Северной Кореи.
«Если Австралия и дальше будет поддерживать США в попытках изолировать и подавлять КНДР, это будет для нее самоубийственным шагом в зону поражения ядерным ударом стратегических сил КНДР», — заявил представитель Минобороны.
5 августа 2022 года на фоне напряжения, связанного с тайваньским вопросом, главы внешнеполитических ведомств США, Австралии и Японии выступили с заявлением о сотрудничестве для достижения безопасности и стабильности в Индо-Тихоокеанском регионе.
7 декабря 2022 года министр обороны США Ллойд Остин заявил, что США увеличат ротационное присутствие Вооруженных сил в Австралии, которое включает в себя ротацию оперативных групп бомбардировщиков, истребителей и будущую замену сил ВМС и сухопутных войск США.

## Двусторонние экономические отношения
Экспорт из США в Австралию: транспортные средства, оптические и медицинские инструменты, самолеты и сельскохозяйственная продукция. Экспорт в США из Австралии составляет 4,64% от всего австралийского экспорта, это примерно составляет 11,6 млрд. долларов США. Основные направления экспорта: драгоценные металлы (в основном золото) и алмазы — ~26%, мясная продукция ~ 20%,  медицинские препараты и химическая продукция  ~ 15%, запасные части и механизмы для техники ~ 9 %, самолёты, автомобили и корабли ~ 7 %. Соединенные Штаты являются одним из крупнейших иностранных инвесторов в экономику Австралии — 25,5 % или 750 млрд $.
Австралийский экспорт в США, 2020 год
 Драгоценные металлы и алмазы (26 %) Мясная продукция (20 %) Медицинские препараты и химическая продукция (15 %) Запасные части для атомной энергетики и механизмы для техники (9 %) Самолёты, автомобили и корабли (7 %) Добывающая промышленность (7 %) Остальное: фрукты, зерновые, одежда и бумага (16 %)